# Ніколаєвська Юлія Вікторівна
Ніколаєвська Юлія Вікторівна (нар.31.08.1973, Дніпропетровськ (нині - Дніпро), Україна)  – музикознавиця, педагог, просвітницький діяч, професорка (2021) ХНУМ імені І.П.Котляревського (Харківський національний університет мистецтв імені Івана Котляревського), докторка мистецтвознавства (2021), проректорка з науково-педагогічної, творчої роботи та інноваційного розвитку ХНУМ імені І.П.Котляревського (з 2023 р.).

## Коротка біографія
1993 року закінчила теоретичний відділ Криворізького музичного училища (нині -  Криворізький обласний фаховий музичний коледж),  далі - історико-теоретичний факультет Харківського державного інституту мистецтв імені І.П. Котляревського (1998, науковий керівник - докторка мистецтвознавства, професорка, академік Академії наук Вищої школи України Шаповалова Людмила Володимирівна, спеціальність – музичне мистецтво, музикознавство).
2004 р. захистила кандидатську дисертацію (тема «Символ Дзеркала в музиці: від метафори до метафізики образу», наук.кер. - докторка мист-ва, професорка Л.В.Шаповалова).  З 2004 р. викладає на кафедрі інтерпретології та аналізу ХНУМ імені І.П.Котляревського. 2010 р. отримала звання доцента.
2021 р. захистила докторську дисертацію (тема «Музична інтерпретація як комунікативний феномен (на прикладі творчості ХХ–ХХІ ст.»), науковий консультант - доктор мист-ва, професор В.Г. Москаленко).

## Наука та педагогіка
Ю.Ніколаєвська є автором монографій та більше 60 наукових статей у фахових виданнях. Активний учасник наукових конференцій, симпозіумів, форумів, панельних дискусій в Україні, Італії, Латвії, Угорщині, Греції, Великій Британії, Польщі. Є організаторкою міжнародних конференцій, вебінарів, проєктів за участі міжнародних експертів. Є науковим керівником кваліфікаційних робіт на бакалаврському, магістерському (більше 138 наукових робіт), докторському (доктор філософії, доктор мистецтва) рівнях 19 захищених наукових досліджень докторів філософії та докторів мистецтва).  Також є одним з організаторів напрямку арт- та музичної терапії як освітніх компонентів в межах дисциплін ХНУМ імені І.П.Котляревського. У 2022 році ініціювала проведення спільного з Українським Католицьким Університетом курсу «Music and art creative in the community» із запрошеним лектором, доктором Единбурзького університету Найджелом Осборном, та створення «Центру ментального здоров'я ХНУМ імені І.П.Котляревського». Була учасницею стратегічних сесій, ініційованих Art Dot, Art Therapy Force, зокрема - стратегічна сесія українсько-британського семінару “Варшава _ 2024. ‘Art and Trauma in War: Pedagogy and Practice’  («Мистецтво та травма у війні: педагогіка та практика», (Варшава,7-11 лютого 2024),  Літньої школи з практик травмоінформованого мистецтва за участі українських і британських фахівців (18-22 червня 2024, Київ), організаторкою та модераторкою лекцій Почесного професора ХНУМ імені І.П.Котляревського Найджела Осборна щодо травма інформованого мистецтва (лютий-червень 2024).
У січні-лютому 2023 р. - лекторка зимового семестру Українського Вільного Університету (Мюнхен, Німеччина).
У 2024 р. є одним з організаторів Кафедри ЮНЕСКО з питань збереження традицій в культурі та мистецтві ХНУМ імені І.П.Котляревського та ·Форуму "Сила традицій: музика, театр, етнос, інклюзія" до 70-річчя України в ЮНЕСКО під Патронатом Національної комісії України у справах ЮНЕСКО (11.11.2024–07.12.2024).

### Учні (керівництво дисертаційними дослідженнями):
Кандидат мистецтвознавства (17.00.03 - Музичне мистецтво)
1.    Михайлова Наталья Миколаївна. «Трансформація рольової функції хору у музичній виставі (на прикладі театральної практики останньої третини XX – початку XXI століть)», захист 11.09.2012 р.
2.    Палій Ірина Олегівна. «Трансдукція як явище музичної культури (на прикладі фортепіанного циклу М. Мусоргського «Картинки з виставки» та творчості рок-груп King Crimson та Pink Floyd)», захист 15.02.2013 р.
3.     Юрченко Ольга Петрівна. «Жанрово-стильові засади професійного цимбального мистецтва України», захист 28.03.2014р.
4.     Лозенко Катерина Олександрівна. «Синестезія як спосіб осягнення смислу музичного твору: теорія і практика XX – початку XXI століть», захист 13.09. 2016 р.
5. Дяченко Юрій Станіславович. «Естрадно-джазовий напрям баянно-акордеонного мистецтва XX-початку XXI століть: композиторські та виконавські виміри» (захист 02.10.2017 р.)
6. Косенко Галина Григорівна. «Темброва семантика альта у творчості харківських композиторів 1960–2000-х років» (захист 27.12.2018).
7. Бернат Федір Федорович. «Загальноєвропейський еталон гітарного виконавства та специфіка його національних втілень» (захист 29.05.2019).
8. Лян Цзітао. «Оперна творчість Умберто Джордано як текст епохи: інтерпретологічний підхід» (захист 30.09. 2019 р.).
Доктор філософії (025 - Музичне мистецтво)
9. Ян Хаосюань. «Феномен співацько-виконавського стилю Йонаса Кауфманна» (захист 19.06.2021)
10. Дікарєв Сергій Григорович. «Роль контрабаса у творчості композиторів XX століття: від оркестрового до сольного інструмента» (захист 28.10.2023)
11. Чжан Чі.«Типологія виконавських стилів у творчості для саксофона» (захист 29.01.2024)
12. Тао Цзинь. «Становлення концертного стилю гри на гобої у творчості композиторів кінця XIX-початку XX ст.» (захист 26.01.2024)
13. Пашковськаа Маргарита Олександрівна. «Актуалізація темброобразу альта в пізній творчості композиторів XIX–XXI століть» (захист 27.01.2024)
14. Петрик Владислав Ігорович. «Композиторська та виконавська творчість для кларнета у ХХ–ХХІ ст.: синхроністичний підхід» (захист 27.02.2024)
15. Юань Сінь. «Жіночі образи в операх Г.Ф.Генделя: сучасний досвід прочитання традиції» (захист 01.03.2024)
16. Ван Юцзє. «Флейта в творчості китайських композиторів XX - початку XXI сторіч: жанрово-стильова парадигма» (захист 12.10.2024)
Доктор мистецтва (025 Музичне мистецтво)
17.  Удовиченко Микола Миколайович. «Концертні амплуа альта в творчості композиторів XVIII–XXI ст.» (захист 30.09.2022)
18. Кужба Михайло Дмитрович. «Цимбальний всесвіт: стильові виміри сучасної творчості» (захист 14.11.2023)
19. Мельник Світлана Олександрівна «Портрети барокової опери в сучасній інтерпретації» (захист 02.12.2024).

## Просвітництво
У 2003 році була одним з ініціаторів створення асоціації професійних музикантів Харкова «Камерний Альянс», тривалий час була редактором офіційного сайту ХНУМ імені І.П. Котляревського (2009-2017), упорядником та редактором друкованої продукції ХНУМ (2010-2017), одним з ініціаторів створення, редактором випусків та автором статей університетської газети «Dominanta», засновником університетської серії «Золотий аудіофонд ХНУМ імені І.П. Котляревського» (12 CD), головним редактором першого в Україні журналу про гітарне мистецтво в Україні «Гітара.ua», ведучою численних концертних програм, тематичних вечорів на концертних майданчиках міста Харкова та України, авторкою та ведучою радіопередачи «Говорити. Грати. Співати» на «Українське радіо Харків». 
Протягом 2018-2020 pр. була кураторкою проєктів, що здійснювались на базі Харківської філармонії – «#Impreza-2018», «Казка про солдата» І. Стравінського (за участі Сергія Жадана), «Piano 119», «Piano 119+. Гід по музиці ХХ–ХХІ ст.», «Імена» з презентації нової музики у Харківській філармонії (вересень 2019 – лютий 2020); прем’єрного показу документальних фільмів за романом «Сторонній» А. Камю, «По кому подзвін» Е. Гемінгвея (супровід музичних програм), а також – концерту до Дня Свободи і Гідності; проєкту «Amadeus Talk» в межах міжнародного музичного фестивалю KharkivMusicFest, програмна директорка KharkivMusicFest-2023.
Є постійною ведучою концертів класів педагогів університету (I.Чернявського, скрипка, С.Калініна, орган; В. Доценка, гітара, І.Денисенко, фортепіано), численних концертних програм, тематичних вечорів на концертних майданчиках міста Харкова та України. Зокрема одним з організаторів міських проєктів, що проводилися на базі ХНУМ імені І.П.Котляревського:  «Дитяча філармонія» (концертна серія із залученням учнів шкіл естетичного виховання, 2015-2020); «Музичні династії» (презентація сімейних ансамблів, 2015-2020);  «Нові простори звуку» (презентація нової музики, 2018-2020);  «Ставимо оперу» (зокрема, створення партитури та постановка дитячої опери М.В.Лисенка «Зима і весна»); «Ставимо мюзикл»; «Канікули в університеті» та ін. Є ініціатором, співорганізатором та членкинею оргкомітетів конкурсів, що проводилися на базі ХНУМ імені І.П.Котляревського, зокрема Першого Міжнародного конкурсу виконавців на класичній гітарі «Kharkiv guitar competation» (10-14.05.2022), І Всеукраїнського конкурсу цимбалістів імені Олени Костенко (25-29.05.2022), «Відкритого конкурсу до 300-річчя Григорія Сковороди (листопад 2022).
Проєкти 2022-2024 рр.:
- «Концерт поміж вибухів» (перший концерт з часу російського вторгнення, 26 березня 2022 р., символічне відкриття KharkivMusicFest-2022, Харків, метро «Університет»);
- «Звуки слова» (присвячений творчості П.Козицького), реалізований 21 травня 2022 року (з Харківським літературним музеєм);
- «Сковорода-джаз», «Партитура міста», «Портрети» (в межах фестивалю «П’ятий Харків»  - спільного проекту Харківського літературного музею та Сергія Жадана/Жадан Сергій Вікторович);
- волонтерські проєкти з презентації музики для військових та цивільних міста Харкова;
- авторський проєкт «Музика спротиву і надії» – серія концертів з презентації музики українських композиторів часів війни.

Ю.Ніколаєвська є активним учасником міжнародних проєктів, кураторкою музично-лекційних програм. Серед найважливіших:
2019-2021 рр.- співпраця з міжнародним фестивалем KharkivMusicFest (лекторій «Бетховен без перуки», «Музичні QR-коди Харкова-2021» – паралельна програма міжнародного музичного фестивалю KharkivMusicFest-2021 з презентації музики харківських митців в топосі міста).
2020-2021 рр. - співпраця з «Альянс Франсез м. Харкова»/ L`Alliance française de Kharkiv (організація та проведення виконання «Квартету на кінець часу» Олів’є Месіана, 20 грудня 2020 року, Харківська філармонія; організація та проведення концерту «Концерт у формі груші. До ювілею Еріка Саті», 22.05. 2021, в межах фестивалю «Французька весна-2021», у співтворчості з І.Денисенко)
2021-2023 рр. – відеопрезентація творчості Сергія Борткевича - проєкт під патронатом Генерального Консульства Республіки Польща «Полонія музична. Харків»  ;
2023 р. - «Харків-Мюнхен. Голоси гітари» - спільний проєкт з презентації харківсько гітарної школи з Український вільний університет.
2023 р.  - програмна директорка міжнародного музичного фестивалю Kharkiv Music Fest "Харків - місто нових сенсів", авторка ідеї проведення Kharkiv Art Therapy Days (червень 2023), художня керівниця "Теплого", "Жовтого", "Кришталевого" сезонів Університетської філармонії (ХНУМ імені І.П.Котляревського), кураторка музичної програми фестивалю "П'ятий Харків";
2024 р. - програмна директорка міжнародного музичного фестивалю Kharkiv Music Fest "Слухати. Чути. Відчувати", авторка ідеї проведення Kharkiv Art Therapy Day (травень 2024), художня керівниця Університетської філармонії (ХНУМ імені І.П.Котляревського) - "Бузкового", "Яскравого" і "Щедрого" сезонів, кураторка арттерапевтичного напряму, музикотерапевтичних занять в дитячих лікарнях Харкова, художня керівниця "Дитячої філармонії Харкова".
Ю.Ніколаєвська є членкинею професійних товариств: Харківського обласного відділення Національної всеукраїнської музичної спілки, Благодійного фонду «Мистецький альянс»; Українського товариства аналізу музики (НМАУ); Товариства теорії та аналізу музики (м. Ріміні, Італія); членкиня експертної ради з призначення Президентом України стипендії молодим музикантам за напрямом «Музичне мистецтво» (2020-2022); робочої групи з розробки рекомендацій щодо розширення репертуарної політики оркестрових колективів України (проєкт «Музика ПростоНеба», до 30-річчя Незалежності України, червень 2021, під орудою Державного агентства України з питань мистецтв та мистецької освіти); експертної комісії Міністерства культури та інформаційної політики України з питань надання статусу академічного творчим колективам України (2021–2023).
У 2024 р. вийшов фільм (реж. Тетяна Бабіна) з циклу "Українські пасіонарії",присвячений Ю.Ніколаєвській.

## Публікації
Одноосібні монографії:
- Homo Interpretatus в музичному мистецтві XX – початку XXI століть: монографія. ХНУМ імені І.П. Котлярвського. Харків: Факт, 2020. 572 с.  [9]
- Харківська гітарна школа: таланти і час: монографічний нарис. Харків :Факт, 2017. 108 с.

Розділ в колективній монографії:
- Yu. V. Nikolaievska, L. V. Shapovalova. Пізнаваність символу в музиці інтерпретативний аналіз. Modern Ukrainian musicology: from musical artifacts to humanistic universals: Collecti ve monograph. Riga, Latvia: Baltija Publishing, 2021. Рр. 126–143. doi: https://doi.org/10.30525/978-9934-26-072-8-7

Статті:
1. Nikolayevska Yu. New dimensions of musicology of the 21st century: the experience of modelling the interpretative theory of musical communication // Вісник Харківської державної академії дизайну і мистецтв = Bulletin of Kharkiv State Academy of Design and Arts : зб. наук. пр. / за ред. Є. О. Котляра. Харків : ХДАДМ, 2020. С. 70–76. (Мистецтвознавство : № 2).
2. Yu. V. Nikolaievska, L. V. Shapovalova. Пізнаваність символу в музиці інтерпретативний аналіз. Modern Ukrainian musicology: from musical artifacts to humanistic universals: Collective monograph. Riga, Latvia: Baltija Publishing, 2021. Рр. 126–143. doi: https://doi.org/10.30525/978-9934-26-072-8-7
3. Serhaniuk, L. I., Shapovalova, L. V., Nikolaievska Yu.V. Kopeliuk, O. O. Genre in the music communication system and the artist’s mission // Linguistics and Culture Review, 5(S4), 218-233. https://doi.org/10.21744/lingcure.v5nS4.1575/
4.Yuliia Nikolaievska, Liudmyla SHapovalova, Marianna CHernyavska, Nataliya Govorukhina. Pastoral in instrumental and vocal music 18-21 centuries: genre invariant and performance // Ad Alta: Journal of interdisciplinary research. Special Issue No.: 11/02/XX. (Vol. 11, Issuе 2, Special issue XX.).  pp.136–140. Web of Science
5.Yuliia Nikolaievska, Liudmyla SHapovalova, Nataliia Mykhailova, Iryna Romaniuk, Anna KHutorska) Vocal and choir performance in the music and theater university (psychological and communicative aspects) // Ad Alta: Journal of interdisciplinary research. Special Issue No.: 11/02/XX. (Vol. 11, Issuе 2, Special issue XX.). pp.141–146. Web of Science
6. Нові виміри музикознавства XXI століття: досвід моделювання інтерпретативної теорії музичної комунікації. Науковий вісник Національної музичної академії України імені П. І. Чайковського. 2021. Вип. 131. С.8-25. DOI: https://doi.org/10.31318/2522-4190.2021.131.243200
7. Voskoboinikova V. V., Kalko K. O., Kulesha-Liubinets M. M., Nikolaievska Yu. V., Samoiliuk O. V., Rybalko P., Drogovoz S. M. The effectiveness of music therapy as a non-drug approach to the correction of various pathological processes in the body . PharmacologyOnlinе. 2021.Vol.3. P. 2026-2031 Scopus
8. Yuliia Nikolaievska, Iryna Paliy, Volodymyr Chernenko, Iryna Tsurkanenko, Kateryna Lozenko, Olga Yurchenko, Serhii Dikariev. Instrumental fantasy in the 20th century: variations on the genre-style genotype. AD ALTA: Journal of Interdisciplinary Research. Special Issue no.: 12/02/XXIX. (Vol. 12, Issue 2, Special issue XXIX.), 2022. P.193–198. DOI: 10.33543/120229193198  (https://doi.org/10.33543/120229193198). WoS
9.Nikolaievska, Y.; Paliy, I.; Denysenko, I.; Cherednychenko, O.; Kuzhba, M.; Cherniavskyi, I.; Wang, Youjie; Zeng, Qian. Style paradigm of the instrumental etude genre. Ad Alta-Journal of interdisciplinary research. Vol.13. Issue 2 (Special Issue SI). P. 18-25. doi. 10.33543/j.130235.1825
10. Liubov Serhaniuk, Lіudmyla Shapovalova, Yuliia Nikolaіevska, Svitlana Melnyk, Dmytro Zaporozhan. POETICS OF MUSICAL BAROQUE: AESTHETICS, PERFORMING TRADITIONS, INTERPETATION. Yegah Müzikoloji Dergisi, 2024. https://doi.org/10.51576/ymd.1559217. Scopus

## Публіцистика

### Статті в періодичних виданнях:
1.     Перший авторський концерт (про концерт В. Годзяцького у Харкові) //«Музика», січень-червень 1-3. – 2000. – С.7
2.     «Дніпровські сузір’я». История с продолжением // Гітара.ua. – №1. – 2008. – С.3-9
3.     Классическая гитара в Харькове (у співавторстві з В. Доценком) // Гітара.ua. – №1. – 2008. – С.10-17
4.     Гитара как образ мира (опыт интерпретации) // Гітара.ua. – №1. – 2008. – С.41-43
5.     Диалог с Йозефом Гайдном как рецепт оптимизма. Заметки с международного фестиваля классической музыки «Харьковские ассамблеи-2009» // 2000 : еженедельник. – № 43 (482). – 23-29 октября. – стр. С3.
6.     2. У діалогах із Гайдном ...і Котляревським / Ю. Ніколаєвська // Українська культура і життя. – 2009. – 20-27 листопада (№ 46). – С. 27.
7.     Мгновения вечности // Столичные новости. – 2009. – 24-30 ноября. - № 44 (581). – С.12.
8.      Интервью с художественным руководителем фестиваля «Харьковские ассамблеи», народной артисткой Украины Татьяной Веркиной // Dominanta : часопис ХДУМ ім. І.П. Котляревського. – Спецвыпуск. – вересень 2009. – С.1.
9.     Наши достижения [публикация о Шаповаловой Л.В.] // Dominanta : часопис ХДУМ ім. І.П. Котляревського. – січень 2010. – С.9.
10. От первого лица. Татьяна Борисовна Веркина [интервью – Ю. Николаевская] //  Dominanta : часопис ХДУМ ім. І.П. Котляревського. – січень 2010. – С.2-3.
11. . «Гайдн та Котляревський: мистецтво оптимізму» (по страницам публикаций о XVI международном музыкальном фестивале «Харьковские ассамблеи» [огляд Ю. Ніколаєвська] // Dominanta : часопис ХДУМ ім. І.П. Котляревського. – січень 2010. – С.7.
12. Післямова до міжнародного фестивалю «Харківські Асамблеї» // Слобідський край. – 19 жовтня 2010. – С.11.
13.  О двух братьях, двух временах и одном уроке. Эссе о «Харьковских ассамблеях» // День. - №192. – 22-23 октября 2010. – С. 19
14.  Уроки просвещения / Ю. Николаевская // 2000 : еженедельник. – № 43 (531). – 29 октября-4 ноября. –  С.1-2.
15. Кафедра интерпретологии и анализа музыки. Интервью с зав. кафедрой, доктором искусствоведения, профессором Л.В. Шаповаловой. – Dominanta. – травень 2013. – Вип. 10 (29). – Світ музикознавства. – С. 5-6.
16.  Николаевская Ю. «О, гитара, не проси у нее молчанья» (заметки о международном фестивале гитарной музики к юбилею Владимира Доценко) / Ю. Николаевская, О. Бурдун // Dominanta. – травень 2013. – Вип. 4 (23). – Кафедра народных инструментов Украины. – С. 3-4
17. Николаевская Ю. Семья Тараса / Ю. Николаевская / Dominanta. – лютий 2013. – Вип. 2 (21). – Спецвипуск: корифеї університету. Тарас Сергійович Кравцов. – С. 7.
18. Харківський національний університет мистецтв імені І.П. Котлряевського [реклама вузу, складено Ю. Ніколаєвською]. – Зоря Прикарпаття. - № 6-7 від 22.03.2013. – С.5.
19.  Колекція «Золотий аудіо фонд ХНУІ імені І.П. Котляревського» (укладач текстів до буклетів – 12 буклетів)
20. Редактор офіційного сайту ХНУМ (2010-2017), редактор часопису «Dominanta» (2009-2017, всього 35 випусків)
21.  Редактор буклетів XI– відкритого конкурсу «Харківські асамблеї» (2014-2017) – заг. обсяг 5 др. арк.
22.  Редактор буклету «XIІ міжнародний музичний фестиваль «Харківські асамблеї»: Гендель-Бах-Скарлатті: барокові опори людяності» (українською та англійською) – 2015 р., заг. обсяг 2 др. арк.
23. Редактор буклету «XIIІ міжнародний музичний фестиваль «Харківські асамблеї»: Фелікс Мендельсон: магія єднання. До 25-річчя фестивалю» (українською та англійською) – 2016 р., заг. обсяг 2 др. арк.
24. Редактор-упорядник фотоальбому «ХАРКІВСЬКІВСЬКИЙ НАЦІОНАЛЬНИЙ УНІВЕРСИТЕТ МИСТЕЦТВ ІМЕНІ І.П.КОТЛЯРЕВСЬКОГО: 1917-2017» (українсько-англійський) – 176 с. (7,5 др. арк.)
25.  Редактор-упорядник буклету «Харківський національний університет мистецтв імені І.П. Котляревського: 1917-2017»  (перевидання, 2017 р.) – 2 др. арк.
26.Yuliia Nikolaevs`ka. Music of Resistance and Hope Ukrainian Composers of the 20th and 21th Centuries. OstEuropa. Widerstand. Ukrainische Kultur in Zeiten des Krieges. S.375–392.
27.Julia Nikolaevskaya, Hartmut Welscher. »Niemand wird uns am Ende des Krieges all diese Zeit zurückgeben, also müssen wir weiterleben« (серія інтерв'ю про Харків часів вторгнення 2022 р.): https://van-magazin.de/mag/charkiw-musik-juni2022/
28.Julia Nikolaevskaya. »Jetzt entdecke ich die Ästhetik der Passionen von Bach und der ›Kindertotenlieder‹ von Mahler«. Інтерв'ю з Сергієм Лихоманенком, 01.03.2023 в німецькому виданні Van-magazin van-magazin.de
29. Julia Nikolaevskaya. »Ihre Konzerte geben uns die Kraft, weiterzuleben.«. Рефлексії про Kharkiv Music Fest. 12. Juli 2023. https://van-magazin.de/mag/kharkivmusicfest-nikolaevskaya/

### РОБОТА У ЗМІ:
·    Авторська радіопередача «Говорити.Грати. Співати». 21.09.2018. Про відкриття молодіжного хабу «Схід Опера». Гість програми – диригент С. Горкуша; хронометраж 25 хв.
·    Авторська радіопередача «Говорити.Грати. Співати». 12.10.2018. Про композиторську творчість. Гість програми – композитор, піаніст, член журі Другого конкурсу молодих виконавців та композиторів «Харківські асамблеї» Олег Безбородько; хронометраж 25 хв.
·    Авторська радіопередача «Говорити.Грати. Співати». 19.10.2018. Про Другий конкурс молодих виконавців та композиторів «Харківські асамблеї», музичну критику. Гість програми – критикиня, кураторка проектів нової музики в Україні Любов Морозова; хронометраж 25 хв.
·    Авторська радіопередача «Говорити.Грати. Співати». 26.10.2018. Про концепцію концерту «Орган та його музи». Гість програми – органіст Станіслав Калінін, хронометраж 25 хв.
·    Авторська радіопередача «Говорити.Грати. Співати». 02.11.2018. Про програму фестивалю «Харківські асамблеї». Гість програми – дириент Юрій Насушкін (Іспанія); хронометраж 25 хв.
·   Авторська радіопередача «Говорити.Грати. Співати». 09.11.2018. Про проект KharkivMusicFest-2019. Гість програми – художній керівник фестивалю, піаніст, диригент Станіслав Христенко; хронометраж 25 хв;
·   Авторська радіопередача «Говорити.Грати. Співати». 16.11.2018. Про музику В. Косенка. Гість програми – диригент Сергій Лихоманенко; хронометраж 25 хв;
·    Авторська радіопередача «Говорити.Грати. Співати». 23.11.2018. Про проект Open Opera Ukraine. Гість програми – директор та організатор Open Opera Ukraine Галина Григоренко; хронометраж 25 хв.
·   Авторська радіопередача «Говорити.Грати. Співати». 30.11.2018. Про виставу опери Персела «Дідона та Еней» проекту Open Opera Ukraine. Гість програми – арт-директорка Open Opera Ukraine Анна Гадецька; хронометраж 25 хв.
·     Авторська радіопередача «Говорити.Грати. Співати». 21.12.2018. Про композиторську творчість, різдвяну музику світу. Гість програми – гітарист, композитор Костянтин Бліох (Україна-Японія); хронометраж 25 хв.;
·      Авторська радіопередача «Говорити.Грати. Співати». 28.12.2018. Про гітарний оркестр ХНУМ імені І.П. Котляревського. Гість програми – диригент, гітарист, професор ХНУМ, заслужений артист України В. Доценко; хронометраж 25 хв.
·      Авторська радіопередача «Говорити.Грати. Співати». 13.09.2019. Про перспективний план роботи філармонії. Гість програми – художній керівник Харківської філармонії Тарас Оніщенко; хронометраж 25 хв.
·      Авторська радіопередача «Говорити.Грати. Співати». 20.09.2019. Про реформу муз. шкіл; хронометраж 25 хв.
·      Авторська радіопередача «Говорити.Грати. Співати». 04.10.2019. Про Оперу «Наталка-Полтавка» О. Щетинського. Гість програми – композитор О. Щетинський; хронометраж 25 хв.
·      Авторська радіопередача «Говорити.Грати. Співати». 11.10.2019. Про презентацію книги «Сам ти Гендель» М. Пустовіт. Гість програми – піаністка, авторка книги М. Пустовіт; хронометраж 25 хв.
·      Авторська радіопередача «Говорити.Грати. Співати». 18.10.2019. Про клавесинні концерти в рамках фестивалю «Харківські асамблеї». Гість програми – клавесиністка, канд.. мист-ва, доцент НМАУ імені П.І. Чайковського Н. Сікорська; хронометраж 25 хв.
·      Авторська радіопередача «Говорити.Грати. Співати». 15.11.2019. Про проект Ukrainian Live Tour: Повернення української класики. Гості програми – Тарас Демко, директор, Дмитро Микитин, піаніст та учасник проекту; хронометраж 25 хв.
·      Авторська радіопередача «Говорити.Грати. Співати». 15.12.2019. Про проекти UА: артист у Харкові. Гість програми – віолончеліст О. Пірієв; хронометраж 25 хв.